# Guy Abrahams
Guy Abrahams (* 7. März 1953) ist ein ehemaliger panamaischer Sprinter.
1976 erreichte Abrahams über 100 Meter bei den Olympischen Sommerspielen in Montreal den fünften Platz. Beim 200-Meter-Lauf kam er bis ins Halbfinale.
Abrahams studierte und startete für die University of Southern California.

## Persönliche Bestzeiten
- 100 m: 10,16 s, 1978
- 200 m: 20,72 s, 1976